# Mongolia ai XVIII Giochi olimpici invernali
La Mongolia partecipò ai XVIII Giochi olimpici invernali, svoltisi a Nagano, Giappone, dal 7 al 22 febbraio 1998, con una delegazione di 3 atleti impegnati in due discipline.